# Roma (profumo)
Roma è la prima fragranza creata dalla stilista italiana Laura Biagiotti nel 1988.

## Descrizione
"Roma" è una fragranza orientale speziata, creata nel 1988 da Laura Biagiotti in occasione della prima sfilata della casa in Cina. Il profumo è stato creato per rappresentare la cultura italiana: per evocare ciò la stilista ha scelto note esperidate e fresche per la testa, un cuore prettamente floreale, e un fondo caldo e persistente.
In seguito al successo della fragranza femminile, nel 1992 è stata lanciata la versione maschile "Roma per Uomo", una fragranza orientale boisè vigorosa complessa, sofisticata.

## Confezione
Il profumo è contenuto in un flacone cilindrico scanalato in vetro satinato che lascia intravedere il colore del liquido, ambrato quello femminile, dorato quello maschile. Disegnato da Laura Biagiotti e dal designer tedesco Peter Schmidt, il lavoro per la creazione della bottiglia è durato circa due settimane; il disegno finale è ispirato ad una colonna diroccata visibile nel cortile dell'ufficio romano della stilista. La versione maschile richiama il design di quella femminile, ma con una forma più bassa e con la sezione ovale.

## Edizioni
Nel corso degli anni la casa di moda ha ideato diverse edizioni del profumo:
- Aqua di Roma (2004): edizione più fresca e giovanile. La versione femminile, ideata da Carlos Vinals, comprende note floreali di mimosa, caprifoglio, magnolia; la versione maschile, ideata da Domitille Michalon, è più aromatica grazie alle note di rabarbaro, pepe e guaiaco. I flaconi, ispirati alle forme originali, son disegnati da Lutz Hermann; la versione femminile, più bassa e color champagne, quello maschile con il vetro bianco e il tappo in metallo.
- Mistero di Roma (2010)
- Essenza di Roma (2013): edizione più intensa e moderna. Creata per il 25º anniversario della fragranza, la versione femminile comprende note di mandarino, ciclamino e sandalo, quella maschile addolcita dalla vaniglia. La confezione riprende quella disegnata da Lutz Hermann, in color oro per lei, vetro marrone per lui.
- Blu di Roma (2014): edizione estiva, più delicata e acquatica. La versione femminile è addolcita dalla pesca e rinfrescata dal vetiver, quella maschile usa invece pino, cuoio e cardamomo. La confezione riprende quella disegnata da Lutz Hermann, turchese per lei, blu per lui.